# استئصال الرئة
اسْتِئْصالُ الرِّئَة (بالإنجليزية: Pneumonectomy)‏، هي عملية جراحية تُجرى لإزالة الرئة. يشار إلى إزالة الفص واحد فقط من الرئة على وجه التحديد باسم استئصال الفص، وإلى إزالة جزء من الرئة بالـالقطع الإسفيني .

## دواعي الإجراء

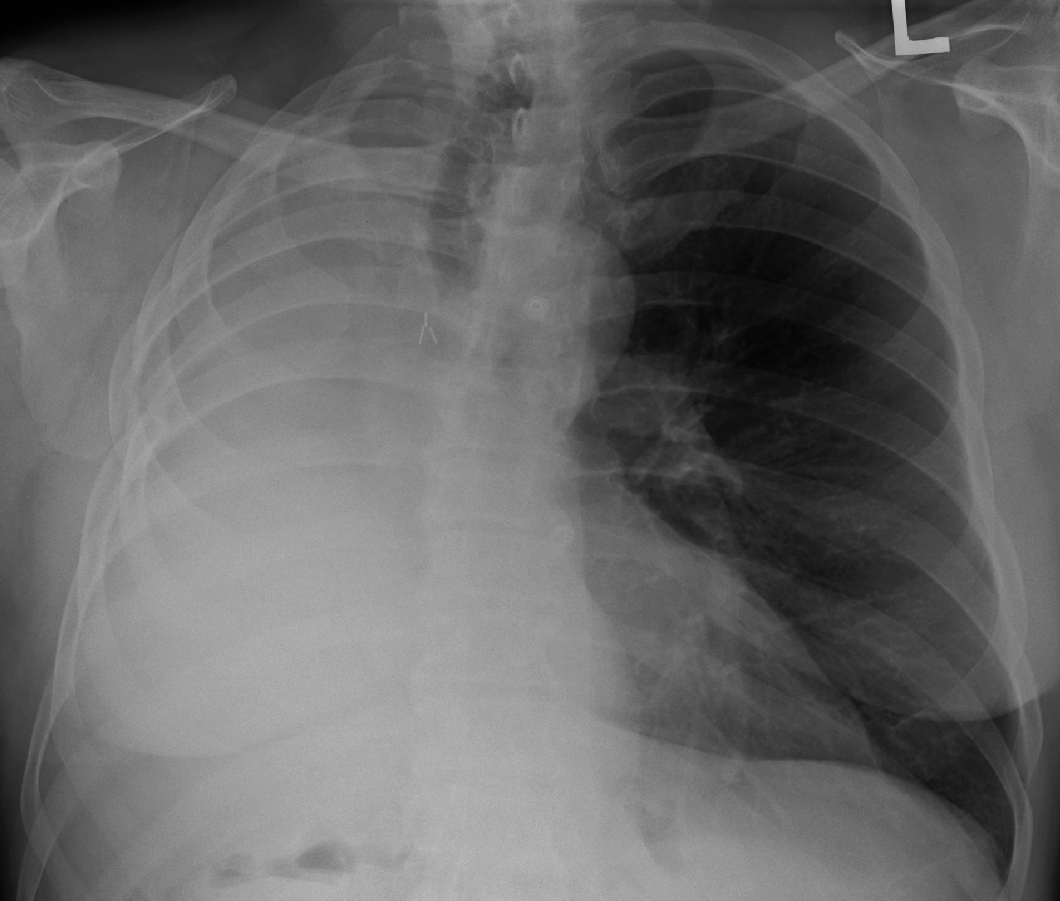
صورة أشعة تُظِهر الرئة اليُسرى مُستأصلة

السبب الأكثر شيوعاً لاستئصال الرئة هو إزالة الأنسجة السرطانية التي تنشأ من سرطان الرئة. في الأيام التي سبقت استخدام المضادات الحيوية في علاج مرض السل، كان السل يعالج أحيانًا جراحيًا عن طريق استئصال الرئة. تقلل العملية من القدرة التنفسية للمريض. بعد العملية، غالبًا ما يتم إعطاء المرضى مقياس التنفس المحفز لمساعدة الأنسجة الرئوية المتبقية على تحسين وظائفها وتحسين وظيفة التنفس.

## أنواع العملية
هنالك نوعان لإستئصال الرئة:

رسم توضيحي للأجزاء المستأصلة أثناء العملية

1. استئصال الرئة البسيط: إزالة الرئة المتضررة فقط.
2. استئصال الرئة خارج الجنبة: إزالة الرئة المصابة، بالإضافة إلى جزء من الحجاب الحاجز، غشاء الجنب الجداري (بطانة الصدر) والتأمور على الجانب المتأثر.[5]

## تاريخ العملية
- 1895: أول استئصال للرئة على مراحل متعددة بواسطة وليام ماسيوين على مريض مصاب بالسل الرئوي ونفاخ الرئة.
- 1912: أول استئصال تشريحي للفص الرئوي بواسطة هيو موريستون ديفيز.[6]
- 1918: أول عملية استئصال للفص ناجحة، من قِبَل هارولد برون.[7]
- 1931: أول استئصال رئوي ناجح على مرحلتين بواسطة رودولف نيسن على مريض يعاني من إصابة في الصدر.
- 1933: أول عملية استئصال رئوي ناجحة على مرحلة واحدة من قِبَل غراهام وسنجر.[8]
- 1939: أول استئصال جزئي، من قبل تشرشل وبيلسي.[9]